# 김주현 (희극인)
김주현(1982년 3월 15일 ~ )는 대한민국의 희극 배우이자 가수이다.

## 경력
2001년 연극배우 첫 데뷔하였고 2002년 뮤지컬배우 데뷔한 그는 로케트 형제로 활동하고 있다.

## 출연작

### 예능
- 웃찾사 (SBS)